# ایلو ایلو
ایلو ایلو (چینی: 爸媽不在家 و انگلیسی: Ilo Ilo) فیلمی در ژانر درام به کارگردانی آنتونی چن است که در سال ۲۰۱۳ منتشر شد. فیلم، نخستین اثر این کارگردان است. این فیلم برای نخستین بار در در ۱۹ مه ۲۰۱۳ میلادی در جشنواره کن به نمایش درآمد و برنده دوربین طلایی از جشنواره فیلم کن شده است. فیلم، همچنین در ۶ رشته در جشنواره و جوایز فیلم اسب طلایی نامزد، و در ۴ رشتهٔ بهترین فیلم، بهترین کارگردانی، بهترین فیلم‌نامهٔ اصلی و بهترین بازیگر نقش مکمل زن برای یئو یان یان؛ برنده اعلام شد.
عنوان چینی آن، «ایلو ایلو»، به معنی «پدر و مادر خانه نیستند» است.
چن تیان‌وِن، یئو یان یان و آنجلی بایانی در این فیلم به ایفای نقش پرداخته‌اند.

## خلاصه داستان
در اواخر دهه ۱۹۹۰ میلادی در سنگاپور، که رکود اقتصادی اخیر بر آن سایه افکنده، خدمتکاری از فیلیپین به یک خانواده سه نفره وارد می‌شود. رفته رفته رابطه‌ای صمیمی میان او و کودک ده ساله آن خانه ایجاد می‌شود، اما این رابطه حسادت مادر را بر می‌انگیزد.
«تِک» (چن تیان‌وِن) مردی آرام است که در یک شرکت به عنوان بازاریاب کار می‌کنند. همسر حامله‌اش «هوئی لِنگ» (یئو یان یان) منشی یک شرکت ارتباطاتی است که روزانه ساعت‌های طولانی را به کارهای توان‌فرسا می‌پردازد. دردسر بزرگ این خانواده «جیال»، پسر ۱۰ ساله‌شان است، که به علت عدم توجه و تربیت مناسب مشکلات زیادی را در دبستان ایجاد می‌کند. تا جایی که با هر بار بی انضباطی مادرش، هوئی لِنگ، برای پاسخگویی از سر کار به مدرسه فراخوانده می‌شود. حتی یک بار که جیال به یکی از دانش‌آموزان ضربه مشتی وارد می‌کند، تهدید به اخراج می‌شود.
مادر بر سر پسرش فریاد می‌زند و او نیز به سر و صدایش با یک نگاه خیره و تهی پاسخ می‌دهد. در این خانوادهٔ مادر سالار، هوئی لِنگ شوهرش را مانند موم در دست دارد، تا حدی که مرد خانواده جرات نمی‌کند اخراجش از کار به واسطهٔ شکست در فروش ظروف نشکن را، با او در میان بگذارد. از آن بدتر اینکه تِک مخفیانه پول زیادی را در بازار سهام از کف داده است و اعتراف دیرهنگام تِک به عدم توجه کافی در حفظ این سرمایه، شکافی بین این زوج ایجاد می‌کند.
پس از اینکه «ترِسا» یا «تِری» (آنجلی بایانی) - که زنی ۲۸ ساله فیلیپینی است و یک فرزند در فیلیپین دارد – را به عنوان خدمتکار خانه استخدام می‌کند، اخبار بد اقتصادی منتشر می‌شود. یکی از وظایف تِری مراقبت از جیال است، اما جیال همواره از گوش دادن به حرفش سر باز می‌زند. در یک اتفاق جیال از دست ترسا فرار می‌کند و با دوچرخه به سمت خیابان می‌رود و در تصادف با یک ماشین دستش می‌شکند.
هوئی لِنگ یک زن بدگمان و پر توقع است و به سختی می‌توان شخصیتش را دوست داشت؛ او با ترسا به صورت تحقیرآمیز صحبت می‌کند، بی‌ادبانه دستور می‌دهد و هیچگاه ذره‌ای از تلاش‌هایش قدردانی نمی‌کند. ترسا آنقدر سر به زیر و فروتن است که هر چه قدر هم هوئی لِنگ یا جیال با او رفتار تندی داشته باشند، هیچگاه از کوره در نمی‌رود. کم‌کم ارتباطی احساسی بین ترسا و پسر ایجاد می‌شود و جاله ذره ذره و غیر مستقیم شروع به پاسخ دادن محبت ترسا می‌نماید. اما قوت گرفتن این رابطه ناخوشی مادر را در پی دارد...

## بازیگران
- چن تیان‌وِن در نقش تِک، پدر
- یئو یان یان در نقش هوئی لِنگ، مادر
- کُو جیا لِر در نقش جیال
- آنجلی بایانی در نقش ترِسا یا تِری